# Fosse Espérance
Pour les articles homonymes, voir Charbonnage de l'Espérance.
La fosse Espérance ou l'Espérance de la Compagnie des mines d'Aniche est un ancien charbonnage du Bassin minier du Nord-Pas-de-Calais, situé à Auberchicourt. En 1815, un puits La Paix est entrepris à un peu plus de 1 300 mètres à l'est des trois fosses exploitées de la Compagnie, Sainte Catherine - Saint Mathias, Sainte Barbe - Saint Waast et Saint Hyacinthe. Une pièce du cuvelage rompt en 1817, ce qui entraîne son abandon à l'état d'avaleresse. Un nouveau puits, l'Espérance, est entrepris à partir de la même année à cinquante mètres à l'est, et permet une bonne production.
Ce n'est qu'en 1835 qu'une nouvelle fosse, dite de Mastaing, est entreprise, sans succès, puis la fosse Aoust, donc le fonçage commencé en 1836 n'a été terminé que neuf ans plus tard. En janvier 1839, un groupe d'associés venus de Cambrai se rend maître de la Compagnie, ils entreprennent sa réorganisation complète. Le fonçage de la fosse d'Aoust est poursuivi, mais c'est la découverte de la houille à Somain, en 1839, qui permet enfin à la Compagnie d'Aniche de prendre son essor. Dès lors, toutes les vieilles fosses sont fermées, à l'exception de celle de l'Espérance. La fosse Espérance est abandonnée en 1850.
Au début du XXIe siècle, Charbonnages de France matérialise la tête de puits Espérance, mais une simple stèle indique le puits La Paix.

## L'avaleresse La Paix
En 1815, la Compagnie des mines d'Aniche exploite trois fosses, dont deux datent d'avant la Révolution. Il devient nécessaire d'ouvrir une nouvelle fosse, d'autant plus que cela fait treize ans que la Compagnie n'en a pas mis en service, depuis la fosse Saint Hyacinthe en 1802. De plus, la production de la Compagnie n'augmente pas.
Le puits La Paix est donc commencé sur le territoire d'Auberchicourt, à 1 385 mètres à l'est-nord-est du puits Sainte Catherine, 1 320 mètres à l'est du puits Sainte Barbe et à 1 365 mètres à l'est-sud-est du puits Saint Hyacinthe. Il y a donc une certaine équidistance entre ce nouveau puits, et les anciens de la Compagnie.
Le diamètre du puits est de 2,60 mètres, la composition de son cuvelage est inconnue. En 1817, une pièce du cuvelage rompt, et cause l'inondation du puits qui est abandonné à l'état d'avaleresse à la profondeur de 80 mètres. Le terrain houiller n'a pas été atteint, et aucun étage de recette n'a pu être établi.

## La fosse Espérance

### Fonçage
En 1817, un nouveau puits dénommé l'Espérance est donc entrepris à cinquante mètres à l'est de l'avaleresse. Dix-huit ans plus tôt, la situation avait été tout autre lorsque le puits Aglaé avait été inondé, au lieu d'entreprendre un nouveau puits à côté, la Compagnie avait préféré reprendre les travaux de la fosse Saint Hyacinthe, commencés en 1793.
Le diamètre du puits est de 2,50 mètres, son cuvelage est en bois, la section du puits est octogonale, pour la première fois dans la Compagnie d'Aniche, et comporte à chaque fois huit pièces de 1,035 mètres de longueur. Le terrain houiller a été atteint à 185 mètres.

### Exploitation
L'exploitation de la fosse commence quelques années après le début de son fonçage, elle produit assez abondamment.
À la fin des années 1830, la Compagnie n'exploite que quatre fosses, dont trois sont relativement anciennes. Une fosse est ouverte à Mastaing de 1835 à 1838, mais trop au sud, la houille n'y est pas découverte. Le fonçage de la Fosse Aoust commence en 1836. En janvier 1839, un groupe d'associés venus de Cambrai se rend maître de la Compagnie, ils entreprennent sa réorganisation complète. Le fonçage de la fosse d'Aoust est poursuivi, mais c'est la découverte de la houille à Somain, en 1839, qui permet enfin à la Compagnie d'Aniche de prendre son essor. Dès lors, toutes les vieilles fosses sont fermées, à l'exception de celle de l'Espérance.
L'extraction cesse en 1845, après que la fosse a produit 374 000 ou environ 450 000 tonnes. Trois étages de recette ont été établis aux profondeurs de 228, 273 et 293 mètres. Le puits, profond de 333 mètres, est abandonné et serrementé en 1850,,.

### Reconversion
Au début du XXIe siècle, Charbonnages de France matérialise la tête de puits Espérance. Le BRGM y effectue des inspections chaque année. En revanche, la tête de puits La Paix n'est pas matérialisée, une stèle est implantée à l'emplacement du puits. Le site est un espace vert.

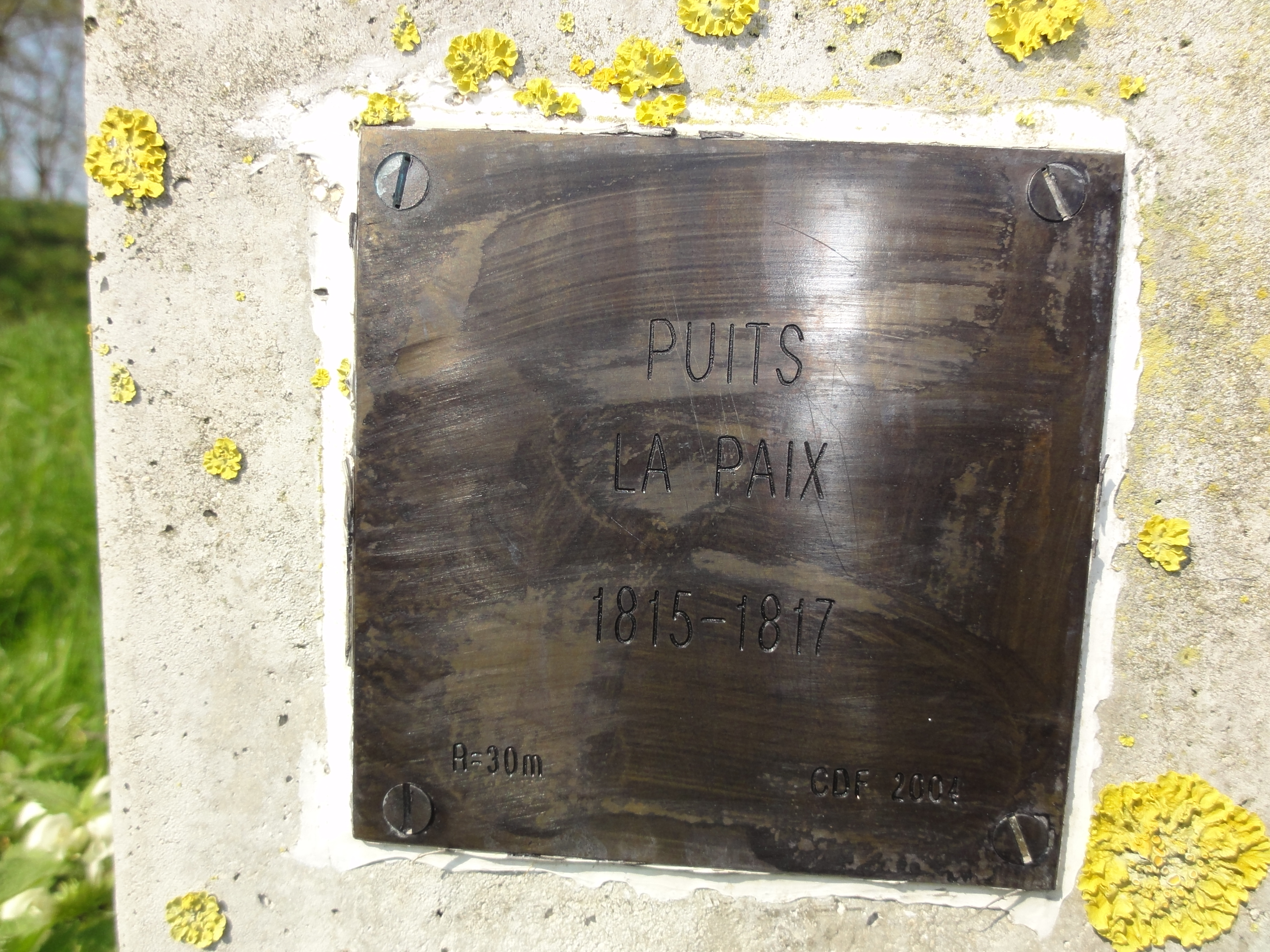
Puits La Paix, 1815 - 1817.
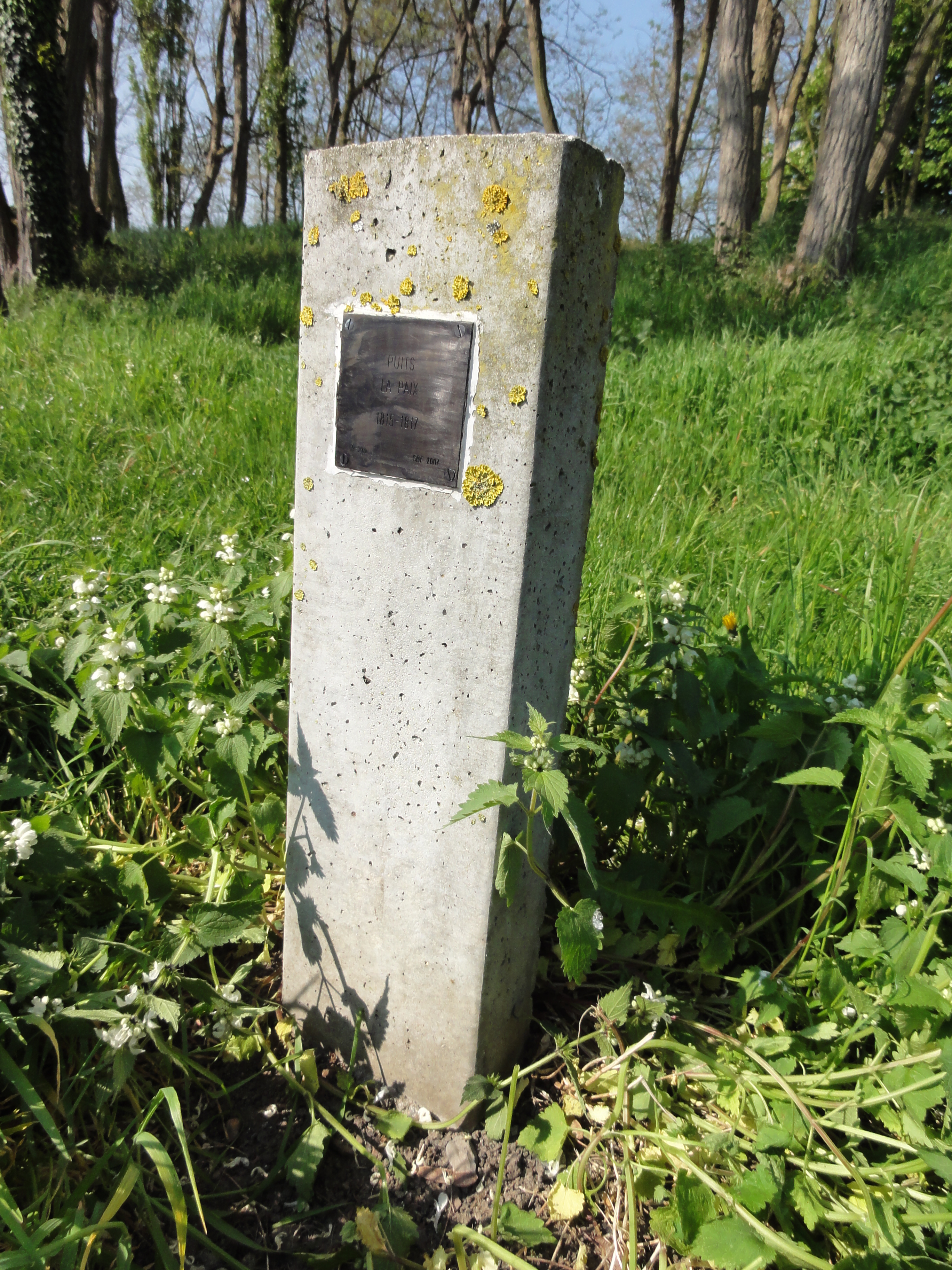
Tête de puits non matérialisée La Paix.
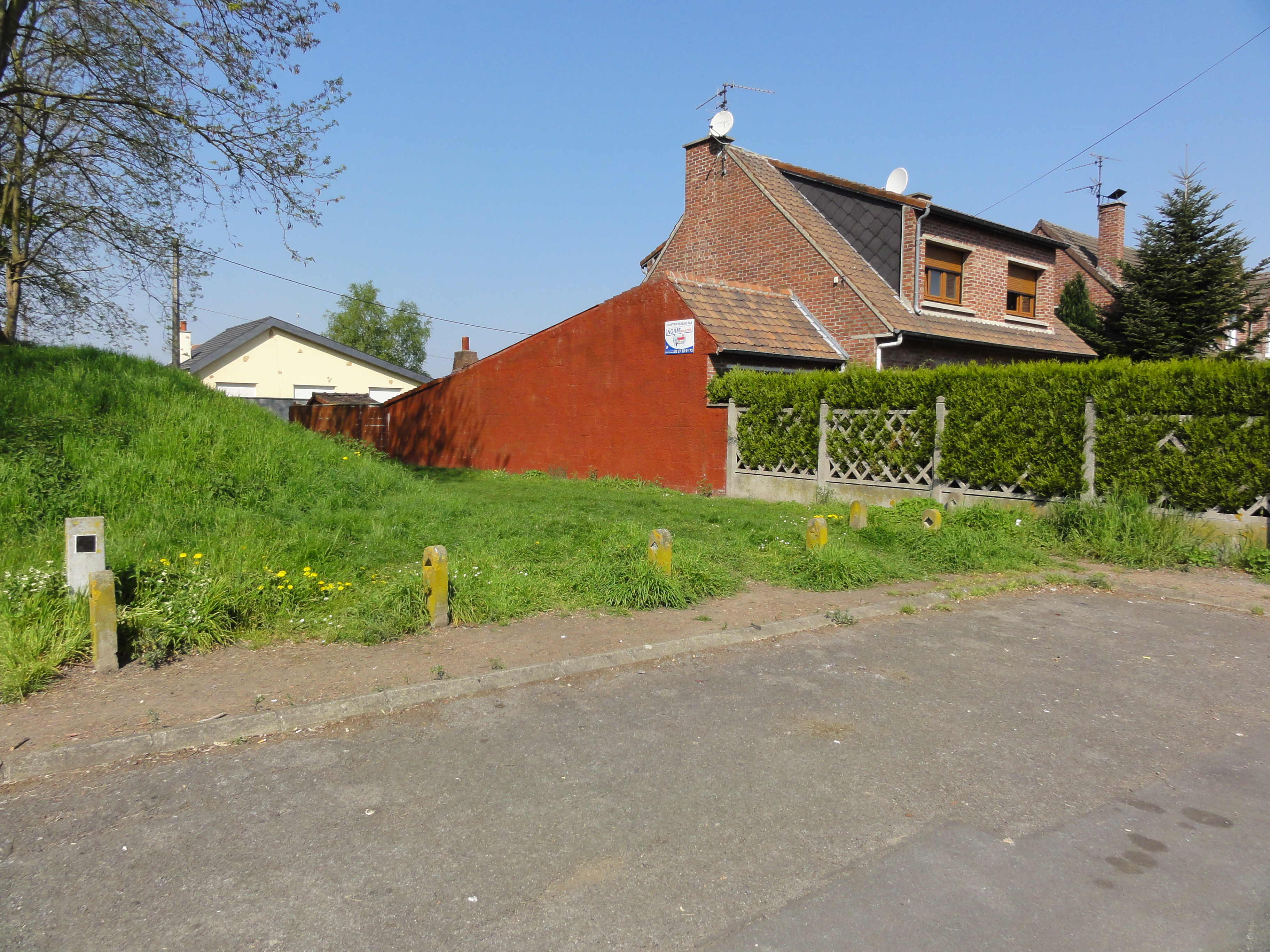
Le puits dans son environnement.
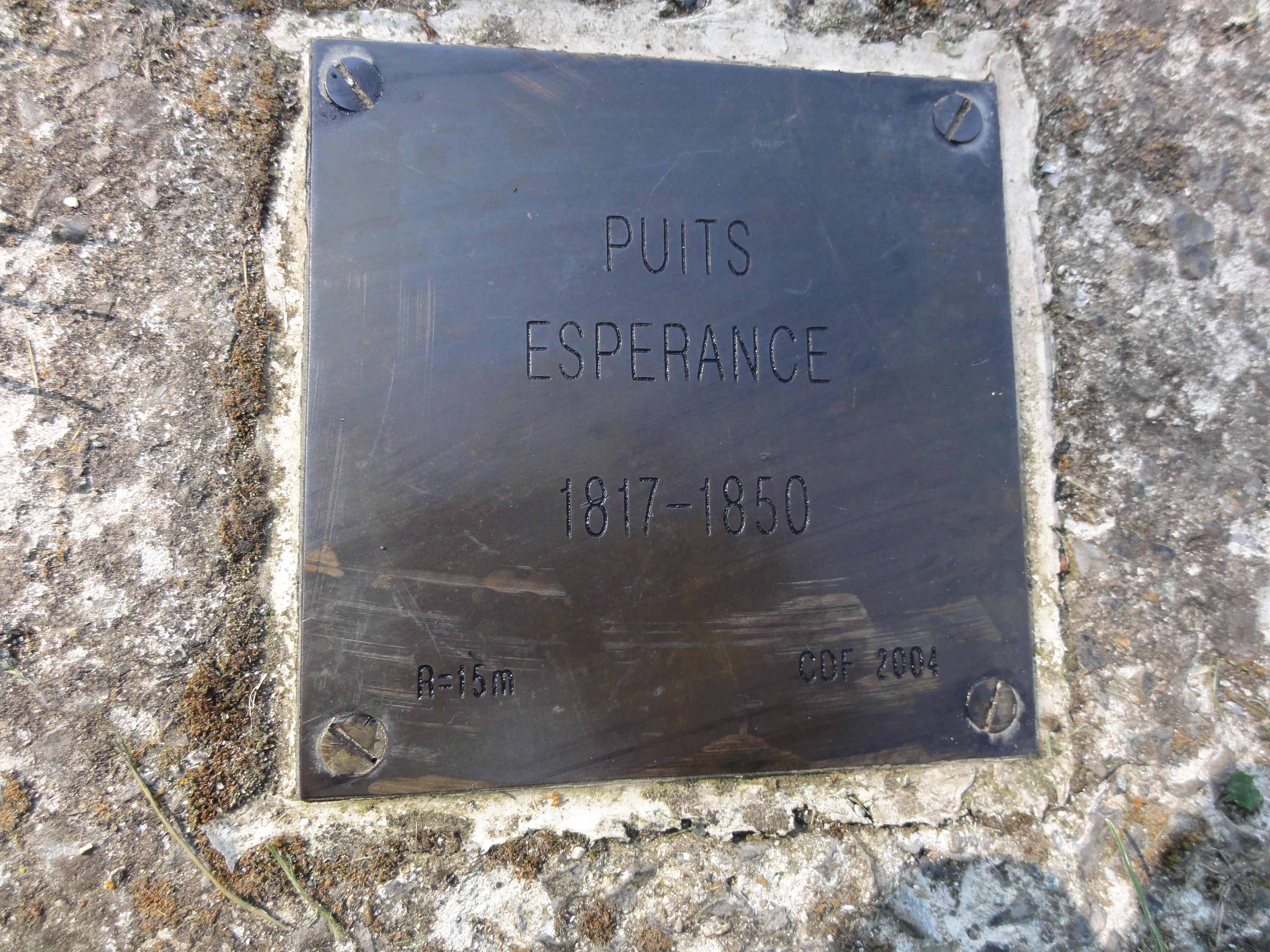
Puits Espérance, 1817 - 1850.
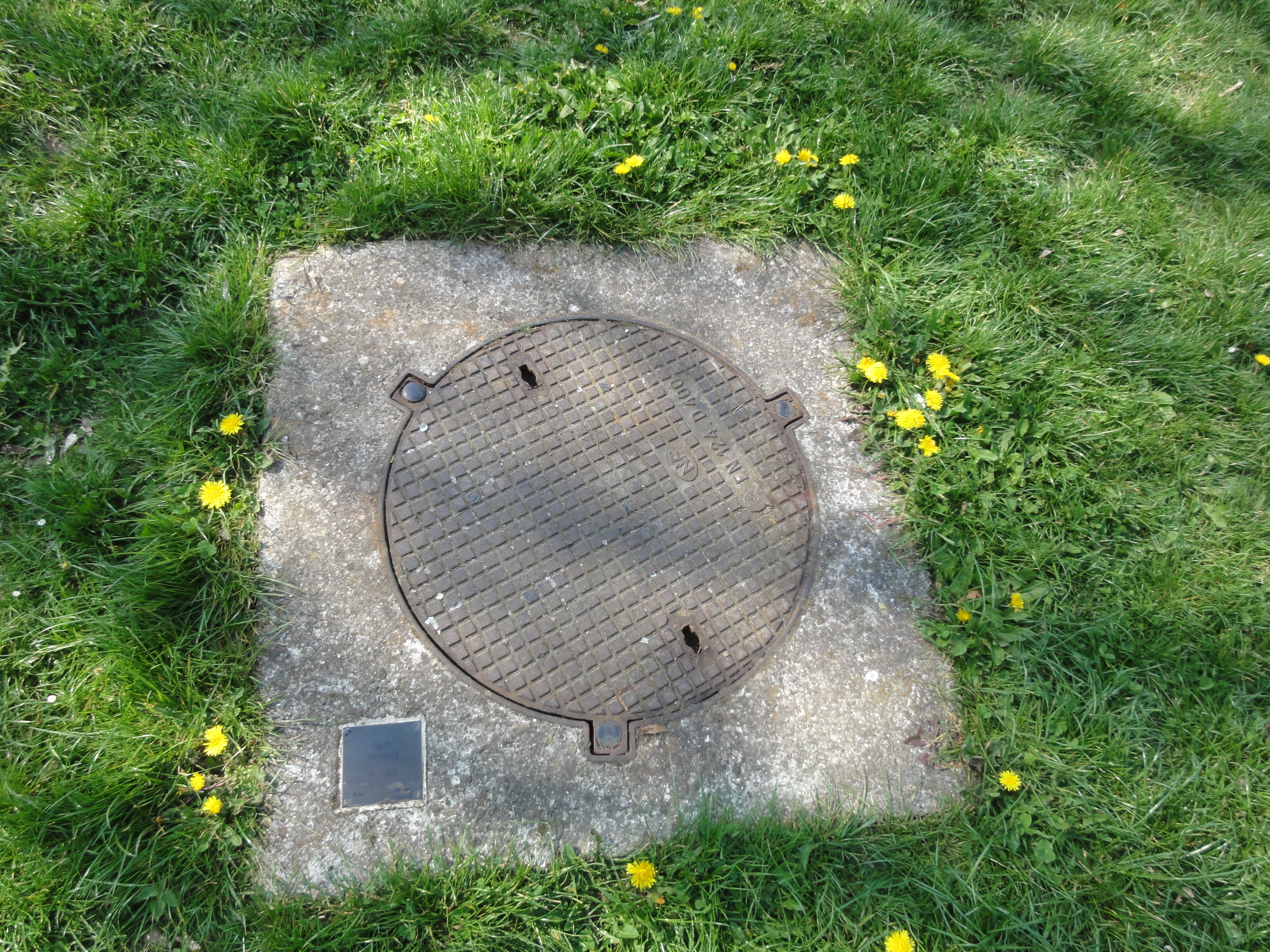
Tête de puits matérialisée Espérance.
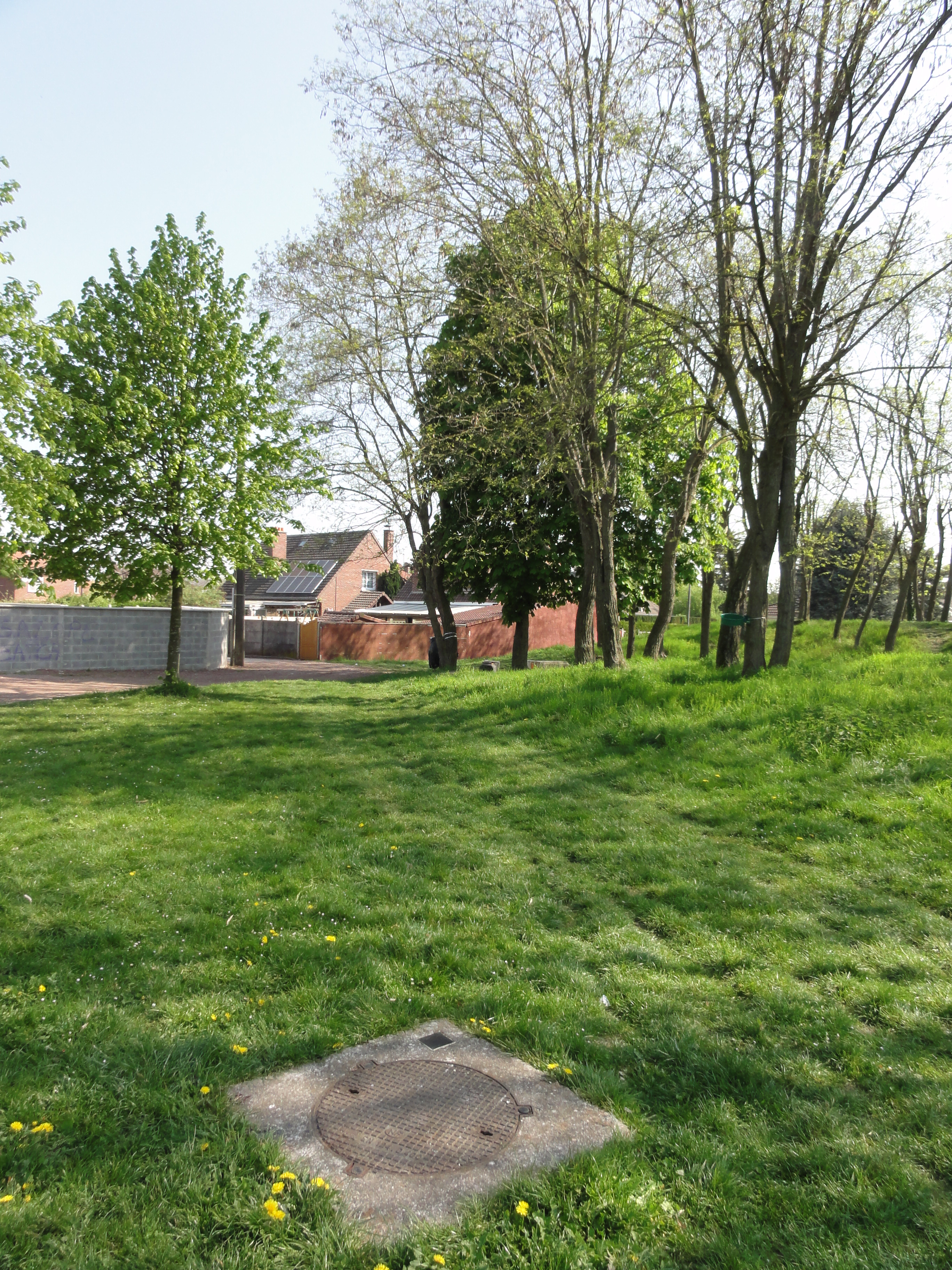
Le puits dans son environnement.